# 경주 전 민애왕릉
경주 전 민애왕릉(慶州 傳 閔哀王陵)은 대한민국 경상북도 경주시 내남면에 있는, 신라 제44대 민애왕(838∼839)의 무덤이다. 1970년 2월 6일 대한민국의 사적 제190호로 지정되었다.

## 개요
신라 제44대 민애왕(838∼839)의 무덤으로 높이 3.8m, 지름 12.5m이다.
여러차례 도굴을 당하였으나 1984년 9월에 국립경주박물관에서 무덤과 주변을 발굴조사하여 규모를 밝히고, 현재의 모습으로 정비하였다.
조사결과에 의하면 무덤 밑부분 바깥쪽으로 일정한 간격의 12개의 구멍이 있었다. 구멍에는 곱돌로 만든 12마리 동물의 얼굴에 사람의 모습을 하고 있는 십이지신상을 하나씩 묻었다. 조사 당시에는 쥐·소·닭·돼지 4개만 발견되었다. 나머지는 무덤의 외부받침석이 만들어질 때 파손되고, 없어진 것으로 추정되었다.
무덤 주변에서 뼈단지가 발견되었는데, 뚜껑에 ‘원화십년(元和十年)’이란 글자가 있어 헌덕왕 7년(815)에 만들었음을 알 수 있다. 이 뼈단지는 무덤이 만들어진 후에 묻힌 것으로 무덤은 815년 이전에 만들어진 것으로 판단된다. 그러므로 839년에 죽은 민애왕과는 시기적으로 차이가 있다.

## 같이 보기
- 민애왕

## 참고 자료
- 경주 전 민애왕릉 - 국가유산청 국가유산포털